# Eishockey-Europameisterschaft der U18-Junioren 1992
Die 25. Eishockey-Europameisterschaft der U18-Junioren fand vom 5. bis 12. April 1992 in Lillehammer und Hamar in Norwegen statt. Die Spiele der B-Gruppe wurden vom 22. bis 28. März 1992 in den französischen Städten Courchevel, Méribel und Pralognan ausgetragen. Austragungsort der C-Gruppe war vom 19. bis 22. März 1992 Eindhoven in den Niederlanden.

## A-Gruppe

### Vorrunde
Gruppe 1
| Spiele              | TCH | SWE | GER | SUI | Tore  | Pkt. |
| ------------------- | --- | --- | --- | --- | ----- | ---- |
| 1. Tschechoslowakei |     | 5:3 | 5:2 | 8:4 | 18:09 | 6:0  |
| 2. Schweden         | 3:5 |     | 2:2 | 6:2 | 11:09 | 3:3  |
| 3. Deutschland      | 2:5 | 2:2 |     | 3:3 | 07:10 | 2:4  |
| 4. Schweiz          | 4:8 | 2:6 | 3:3 |     | 09:17 | 1:5  |

Gruppe 2
| Spiele      | RUS  | FIN  | POL  | NOR | Tore  | Pkt. |
| ----------- | ---- | ---- | ---- | --- | ----- | ---- |
| 1. Russland |      | 3:2  | 10:0 | 8:2 | 21:04 | 6:0  |
| 2. Finnland | 2:3  |      | 17:0 | 7:2 | 26:05 | 4:2  |
| 3. Polen    | 0:10 | 0:17 |      | 5:3 | 05:30 | 2:4  |
| 4. Norwegen | 2:8  | 2:7  | 3:5  |     | 07:20 | 0:6  |

### Endrunde
Für die Endrunde wurden die untereinander erzielten Ergebnisse aus der Vorrunde übernommen. Diese Resultate sind hier in Klammern dargestellt. Die Letzten der beiden Vorrunden-Gruppen ermittelten den Absteiger im Play-off-Modus.
Meisterrunde
| Spiele              | TCH   | SWE   | RUS    | FIN    | GER   | POL    | Tore  | Pkt.  |
| ------------------- | ----- | ----- | ------ | ------ | ----- | ------ | ----- | ----- |
| 1. Tschechoslowakei |       | (5:3) | 2:0    | 5:3    | (5:2) | 15:1   | 32:09 | 10:0  |
| 2. Schweden         | (3:5) |       | 3:1    | 1:1    | (2:2) | 6:1    | 15:10 | 06:04 |
| 3. Russland         | 0:2   | 1:3   |        | (3:2)  | 6:2   | (10:0) | 20:09 | 06:04 |
| 4. Finnland         | 3:5   | 1:1   | (2:3)  |        | 8:0   | (17:0) | 31:09 | 05:05 |
| 5. Deutschland      | (2:5) | (2:2) | 2:6    | 0:8    |       | 7:4    | 13:25 | 03:07 |
| 6. Polen            | 1:15  | 1:6   | (0:10) | (0:17) | 4:7   |        | 06:55 | 00:10 |

Abstiegsspiele
| Norwegen | 4:5 (1:1, 2:3, 1:1) | 4:3 (1:1, 0:2, 3:0) | 4:1 (3:1, 1:0, 0:0) | Schweiz |  |

### Europameistermannschaft: Tschechoslowakei
| U18-Europameister Tschechoslowakei | Jaroslav Miklenda, Robert Slávik – Roman Hamrlík, Radek Hamr, Pavel Kowalczyk, Pavel Rajnoha, Libor Procházka, Radoslav Hecl, Pavel Zubíček, Robert Hodoň – David Výborný, Pavol Demitra, Tomáš Vlasák, Jozef Čierny, Marián Kacíř, Libor Polášek, Ján Lipiansky, Patrik Krišák, Marek Tatár, Tomáš Bartoška, Ondřej Steiner, Martin Sychra |

### Auszeichnungen
| Auszeichnung       | Spieler          | Team             |
| ------------------ | ---------------- | ---------------- |
| Top-Scorer         | David Výborný    | Tschechoslowakei |
| Bester Torhüter    | Marc Seliger     | Deutschland      |
| Bester Verteidiger | Sergei Gontschar | Russland         |
| Bester Stürmer     | David Výborný    | Tschechoslowakei |

All-Star-Team
| Angriff:      | Wadim Scharifjanow – Patryk Pysz – David Výborný |
| Verteidigung: | Roman Hamrlík – Sergei Gontschar                 |
| Tor:          | Marc Seliger                                     |

## B-Gruppe

### Vorrunde
Gruppe 1
| Spiele            | ITA | AUT | FRA | GBR | Tore  | Pkt. |
| ----------------- | --- | --- | --- | --- | ----- | ---- |
| 1. Italien        |     | 1:0 | 4:4 | 3:3 | 08:07 | 4:2  |
| 2. Österreich     | 0:1 |     | 5:3 | 7:3 | 12:07 | 4:2  |
| 3. Frankreich     | 4:4 | 3:5 |     | 9:2 | 16:11 | 3:3  |
| 4. Großbritannien | 3:3 | 3:7 | 2:9 |     | 08:19 | 1:5  |

Gruppe 2
| Spiele         | DEN | ROM  | YUG | ESP  | Tore  | Pkt. |
| -------------- | --- | ---- | --- | ---- | ----- | ---- |
| 1. Dänemark    |     | 7:4  | 9:5 | 6:1  | 22:10 | 6:0  |
| 2. Rumänien    | 4:7 |      | 7:5 | 13:2 | 24:14 | 4:2  |
| 3. Jugoslawien | 5:9 | 5:7  |     | 4:2  | 14:18 | 2:4  |
| 4. Spanien     | 1:6 | 2:13 | 2:4 |      | 05:23 | 0:6  |

### Endrunde
Für die beiden Gruppen der Endrunde wurden die untereinander erzielten Ergebnisse aus der Vorrunde übernommen. Diese Resultate sind hier in Klammern dargestellt.
Aufstiegsrunde
| Spiele        | ITA   | DEN   | AUT   | ROM   | Tore  | Pkt. |
| ------------- | ----- | ----- | ----- | ----- | ----- | ---- |
| 1. Italien    |       | 6:1   | (1:0) | 5:4   | 12:05 | 6:0  |
| 2. Dänemark   | 1:6   |       | 6:5   | (7:4) | 14:15 | 4:2  |
| 3. Österreich | (0:1) | 5:6   |       | 5:0   | 10:07 | 2:4  |
| 4. Rumänien   | 4:5   | (4:7) | 0:5   |       | 08:17 | 0:6  |

Abstiegsrunde
| Spiele            | FRA   | ESP   | GBR   | YUG   | Tore  | Pkt. |
| ----------------- | ----- | ----- | ----- | ----- | ----- | ---- |
| 1. Frankreich     |       | 6:1   | (9:2) | 18:2  | 33:05 | 6:0  |
| 2. Spanien        | 1:6   |       | 5:1   | (2:4) | 08:11 | 2:4  |
| 3. Großbritannien | (2:9) | 1:5   |       | 8:4   | 11:18 | 2:4  |
| 4. Jugoslawien    | 2:18  | (4:2) | 4:8   |       | 10:28 | 2:4  |

### Auszeichnungen
| Auszeichnung       | Spieler             | Team        |
| ------------------ | ------------------- | ----------- |
| Top-Scorer         | Ivan Prokić         | Jugoslawien |
| Bester Torhüter    | Nicola Coforti      | Italien     |
| Bester Verteidiger | Federico Zancanella | Italien     |
| Bester Stürmer     | Ivan Prokić         | Jugoslawien |

## C-Gruppe
| Spiele         | HUN  | NED  | BUL  | BEL  | Tore  | Pkt. |
| -------------- | ---- | ---- | ---- | ---- | ----- | ---- |
| 1. Ungarn      |      | 9:1  | 13:0 | 12:0 | 34:01 | 6:0  |
| 2. Niederlande | 1:9  |      | 4:3  | 12:5 | 17:17 | 4:2  |
| 3. Bulgarien   | 0:13 | 3:4  |      | 6:1  | 09:18 | 2:4  |
| 4. Belgien     | 0:12 | 5:12 | 1:6  |      | 06:30 | 0:6  |

### Auszeichnungen
| Auszeichnung | Spieler      | Team   |
| ------------ | ------------ | ------ |
| Top-Scorer   | Gábor Ocskay | Ungarn |